# 真武洞街道
真武洞街道，是中华人民共和国陕西省延安市安塞区下辖的一个街道办事处。
2015年，陕西省民政厅批复同意撤销真武洞镇，设立真武洞街道办事处。

## 行政区划
真武洞街道下辖以下地区：
真武洞社区、白坪村、冯家营村、东营村、方界寺村、汪岔村、汤河村、张峁村、李圪塔村、任塔村、杜庄村、陈家洼村、五里湾村、大西洼村、沙塔沟门村、中咀峁村、关仙咀村、庙湾村、阳庄村、真郊村和徐家沟村。